# Вилхелм II (Гаскона)
Вижте пояснителната страница за други личности с името Вилхелм II.
Вилхелм II Санчо Гасконски или Гильом II Санчо (на френски: Guillaume Sanche; на испански: Guillermo Sancho, на баски: Gilen Antso, на гасконски: Guilhem Sans, † 996) е през 961 – 996 г. херцог на Гаскона.

## Произход и управление
Той е вторият син на херцог Санчо IV Гасконски († 950/955). През 961 г. наследява като херцог умрелия си бездетен брат Санчо V Гасконски (†961). Вилхелм Санчо обединява Графство Бордо с Гаскона.

## Фамилия
Вилхелм Санчо се жени на 14 декември 972 г. за Урака инфанта на Навара († 12 юли 1041), дъщеря на крал Гарция I (III) Сáнчез († 970)) и вдовица на граф Фернан Гонзалез от Кастилия († 970). Двамата имат децата:
- Бернард Гильом (Bernardo Guillén) († 1009), граф
- Санчо Гильом (Sancho Guillén) († 1032), 1009 граф, 1026 херцог на Гаскона
- Санча (Приска, Бриска) († пр. 1018), ∞ началото на 1011, Вилхелм V Велики († 1030), 999 херцог на Аквитания и граф на Поатие (Рамнулфиди)
- Герсенда, ∞ II пр. юни 992, разведена 996, Хайнрих I Велики († 1002), граф на Невер, 965/1002 херцог на Долна Бургундия (Робертини)